# Cantone di Aramits
Il Cantone di Aramits era una divisione amministrativa dell'arrondissement di Oloron-Sainte-Marie.
È stato soppresso a seguito della riforma complessiva dei cantoni del 2014, che è entrata in vigore con le elezioni dipartimentali del 2015.
Comprendeva i comuni di:
- Ance
- Aramits
- Arette
- Féas
- Issor
- Lanne-en-Barétous